# 젠보짠

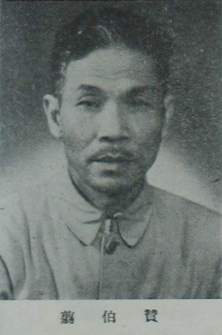

젠보짠(翦伯贊, 1898년 4월 14일 – 1968년 12월 18일)은 위구르족 출신의 중국의 마르크스주의 역사학자였다. 후난성 타오위안현에서 태어난 젠보짠은 중국 공산당의 초기 지지자가 되었다. 1952년부터 죽을 때까지 베이징 대학 부총장을 역임했다. 그의 세대의 권위 있는 많은 학문적 인물들과 마찬가지로, 문화 대혁명 기간 박해를 받았다. 고문을 견디지 못한 젠보짠은 1968년 자살했다.